# クソカワPARTY
クソカワPARTY為大森靖子於2018年7月11日推出的專輯。共分成四種版本：「クソカワPARTY」-密告夜“ないトスニッチ”（フラッシュプライス盤）、「クソカワPARTY」-銀茜夜“シルバーニアフェス”、 「クソカワPARTY」-魔法陣“マジックダイレイター”跟粉絲會會員限定的「クソカワPARTY」-無敵夢“クライマックスドリーム”(ファンクラブ盤)。與之前的專輯不同的是，此次專輯其他三種版本的CD也有收錄不同新歌。

#### 「クソカワPARTY」-密告夜“ないトスニッチ
只有收錄CD。
- CD

1. 死神
2. ZOC実験室
3. REALITY MAGIC
4. GIRL'S GIRL
5. ラストランス
6. アメーバの恋
7. 7：77
8. 東京と今日
9. わたしみ
10. きもいかわ

#### 「クソカワPARTY」-銀茜夜“シルバーニアフェス”
有兩張碟片。第一片CD增加了「VOID」跟「黑姬」兩首歌。第二片為大森與銀杏BOYZ於2018年2月27日在Zepp Tokyo舉辦的演唱會。並收錄「死神」跟「GIRL'S GIRL」的MV。

#### 「クソカワPARTY」-魔法陣“マジックダイレイター”
CD增加了「はなまる」跟「５０００年後」兩首歌。收錄大森靖子MUTEKI自彈自唱巡迴演唱會最終場，也有收錄「死神」跟「GIRL'S GIRL」的MV。

#### 「クソカワPARTY」-無敵夢“クライマックスドリーム”(ファンクラブ盤)
CD增加了「SEIKO U」跟「何が悪い」兩首歌。並附MUTEKI巡演歌曲的視聽和絃譜。